# Ljungbo sanatorium

Ljungbo sanatorium i 1952.

Ljungbo sanatorium var en tuberkulossanatorium i Hangö i det finländska landskapet Nyland.

## Historia och arkitektur
Sanatoriet grundades år 1913 som ett privat tuberkulossanatorium av Viva Lagerborg. Lagerborg arbetade också som läkare på Högsands barnsanatorium. Ljungbo sanatorium öppnades år 1914 med 19 vårdplatser. På grund av första världskriget var sanatoriet tvunget att stänga dörrarna år 1916. Ljungbo öppnades dock igen år 1918 och fungerade då även som en vårdplats för sårade tyska soldater på Helsingfors Diakonissanstaltens önskemål.
Sanatoriet stängdes igen år 1920 och ett metodistbarnhem inrymde byggnaderna fram till år 1927 när Hangö stad tog byggnaderna i sanatoriumsbruk igen.

### Huvudbyggnad
Sanatoriets gamla huvudbyggnad, Villa Ljungbo, byggdes åren 1910–1913. Villan har ritats av arkitekten Signe Lagerborg-Stenius och den ligger strax utanför Hangö centrum. Det finns 17 rum i byggnaden. Villa Ljungbo hade varit öde i många år när Hangö stad sålde den till Anna Wichmann som började renovera byggnaden som sitt eget hem år 2020. Nuförtiden fungerar Villa Ljungbo som ett privat familjehem.